# Завичајни музеј Књажевац
Завичајни музеј Књажевац се налази у Књажевцу у Карађорђевој улици бр. 15. Зграда музеја је саграђена 1906. године као двојна породична кућа породице Сибиновић. Данас је зграда споменик културе која представља непокретно културно добро грађанске архитектуре, са карактеристикама значајним за почетак 20. века.

## Оснивање Завичајног музеја Књажевац
На иницијативу учитеља Николе Мицића Ланде, 1970. године, Књажевац добија историјско-музејску збирку. Од 1971. године град преузима бригу о старинама и предметима са оближњих локалитета. Музејска збирка се налазила у просторијама Матичне библиотеке која се налази на Тргу ослобођења 19. Након истраживања 1975. године на римско-византијском локалитету Timacum Minus у селу Равна, отворена је стална Музејска постава у Карађорђевој улици. Музејска збирка у овом простору званично је отворена 25. новембра 1975. године. Као установа културе почиње с радом 1980. године, под називом Завичајни Музеј Књажевац. За потребе музеја 1982. године је обезбеђен објекат, а реновирањем 1985. године зграда добија нови изглед.
Архитекта Симо Глишић, од 1987. године у наредних двадесет година је радио на уређењу простора музеја, док 1996. године са завршетком радова на санацији и адаптацији једног крила зграде музеја, добија се нова концепција и презентација, захваљујући проф. др Петру Петровићу, архитекти Сими Гушићу, кустосима: археологу Светозару Јовановићу и етнологу Душици Живковић. У току радова музеј постаје комплексна целина, коју чине одељења за етнологију, археологију, културну историју, историју уметности, конзервацију, фото документацију, као и водичка служба- матична зграда Завичајног музеја, Музеј града у кући Аце Станојевића и Архео-етно парк са лапидаријумом у Равни.

## Архео-етно парк Равна
Село Равна налази се 8 км северно од Књажевца, на падинама Тупижнице. Најстарије куће су саграђене почетком 20. века као и зграда школе (1906) 1978. по пројекту Завода за заштиту споменика културе ради се на уређењу музеја у слободном простору у Равни. Основна замисао је да се илуструје амбијент патријархалне заједнице 19. века.

### Сеоска кућа I
Саграђена је крајем 19. века, пренесена је из села Горња Каменица. Припада моравском типу куће, са предње стране има трем, у доњем делу подрум са више одељења, кухињу, девојачку собу, гостињску собу. Садржи справе коришћене за добијање и чување вина, документа која говоре о трговини вином с почетка 19. века као и фотографије које говоре о традицији виноградарства и винарства овог краја. У овој кући посетиоци могу сами да пеку погаче, кувају чај, ракију и вино, како би осетили дух старих времена. Овде се повремено организује вече народних песама и игара, са циљем да се реконструише ентеријер са етнолошким материјалом на подручју овог краја.